# Patricia Kalember
Patricia Kathryn Kalember (Schenectady, Nueva York; 30 de diciembre de 1956) es una actriz estadounidense. Es más conocida por su papel de Georgie en la serie de televisión Sisters (1991-1996). Antes de eso, interpretó a Susannah en la serie popular de televisión Thirtysomething.
Es hija de Vivian Daisy (nacida Vivian Wright) y Robert James Kalember, un ejecutivo. Fue criada en Westport (Connecticut) y Louisville (Kentucky).
Desde 1986 ha estado casada con el actor británico Daniel Gerroll, con quien tiene tres hijos: Benjamin (Ben, 1990), Rebecca (Becca, 1987) y Tobias (Toby), y un perro llamado Blaze.
Previamente estuvo casada con el actor Mark Torres (1 de agosto de 1980-1983).

## Filmografía
- Kay O'Brien, 1986, como Dr. Kay "Kayo" O'Brien.
- Thirtysomething, 1987 a 1991, como Susannah Hart Shepherd.
- Fletch Lives, 1989, como Amanda Ray Ross, abogado en ley.
- Jacob's Ladder, 1990, como Sarah.
- Sisters, 1991 a 1996, como Georgiana "Georgie" Reed Whitsig.
- Law & Order: Special Victims Unit, cinco apariciones a la fecha.
- When Husbands Cheat (film), 1998, como Tess McCall.
- Señales, 2002, como Colleen Hess.
- Straight From the Heart, 2003, como Laurie.
- Fatal Lessons: The Good Teacher, 2004, como Samantha Stephens.
- Rabbit Hole, 2010 como Peg.
- Orange Is the New Black 2013-, como madre de Nicky